# 基輔郵報
《基輔郵報》（烏克蘭語：Київ Пост）是烏克蘭歷史最久的英文報紙，於1995年由美國人傑德·松登（Jed Sunden）創立，為親西方的民主派報紙，松登同時創立KP媒體集團負責經營本報。2009年7月28日，KP媒體集團將《基輔郵報》經營權轉讓給英國商人穆罕默德·扎胡尔。2013年3月《基輔郵報》的網路版設立了付費牆。2018年3月21日扎胡尔將《基輔郵報》售予敘利亞人阿德南·基萬（Adnan Kivan）。
2021年11月8日《基輔郵報》一度停刊，報社的所有記者都因內部爭議而被解僱，其中許多加入新成立的《基輔獨立報》。不久後《基輔郵報》的網站恢復營運，Luc Chénier獲任為總裁。